# Prohexadione
 (janvier 2022).
Si vous disposez d'ouvrages ou d'articles de référence ou si vous connaissez des sites web de qualité traitant du thème abordé ici, merci de compléter l'article en donnant les références utiles à sa vérifiabilité et en les liant à la section « Notes et références ».
Le prohexadione est un acide carboxylique utilisé comme substance active de produits phytosanitaires. La substance peut aussi se trouver sous la forme de prohexadione-Calcium.
Le produit a deux usages en tant que régulateur de croissance et de traitement du feu bactérien chez les arbres fruitiers.
La substance induit la formation de la lutéoliflavane, une flavane, dans diverses espèces de pommes (Malus sp.).